# Ørsted, Assens kommun
Ørsted är en tätort i Assens kommun i Region Syddanmark i Danmark. Tätorten har 246 invånare (2024). Den ligger på Fyn, cirka 12 kilometer nordost om Assens.